# Naturschutzgebiet Wittmoor

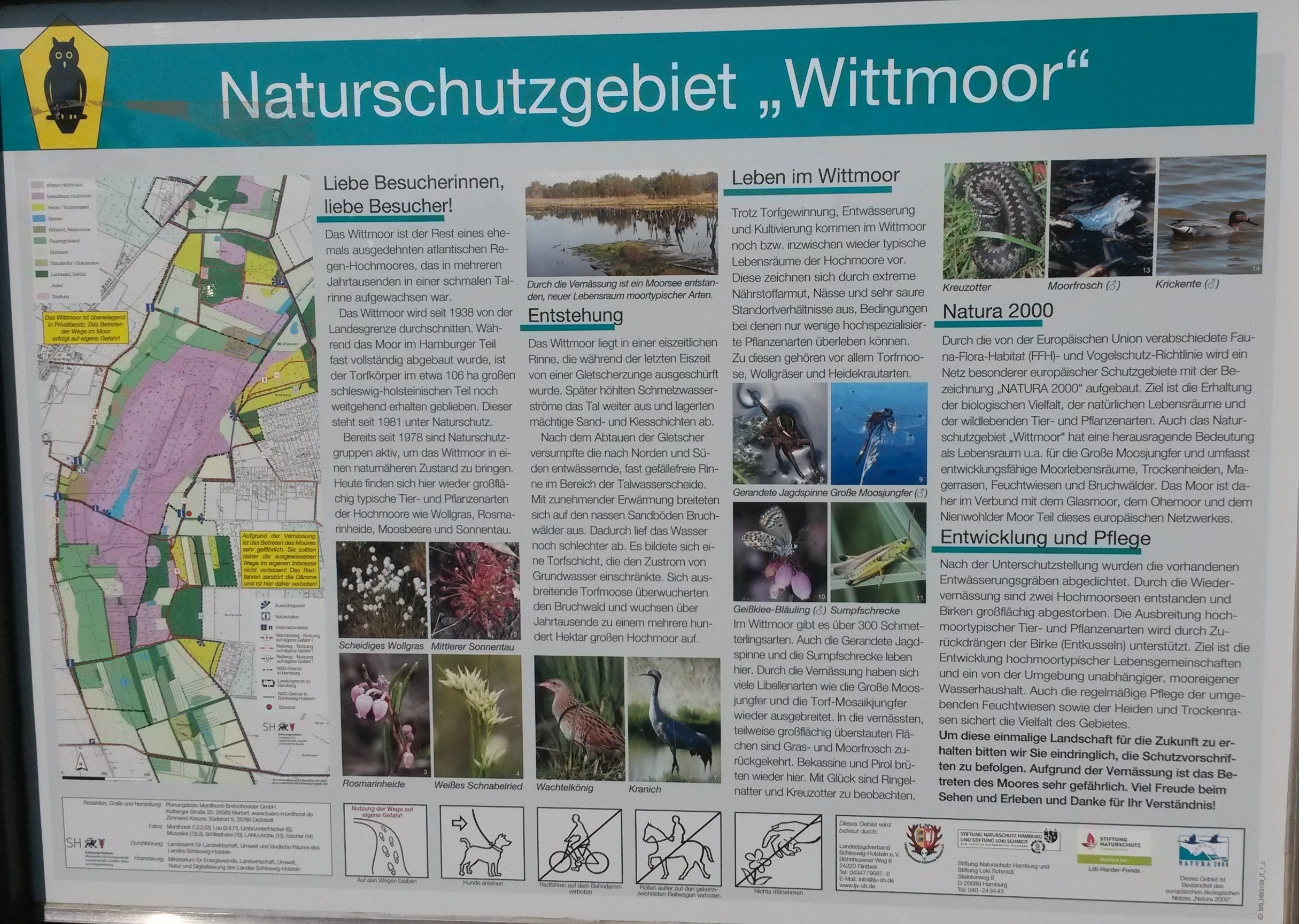
Infotafel

Das Naturschutzgebiet Wittmoor (niederdeutsch für weißes Moor) liegt im Norden Hamburgs in den Stadtteilen Duvenstedt und Lemsahl-Mellingstedt. Das Hochmoor erstreckt sich bis nach Glashütte, einem Ortsteil Norderstedts in Schleswig-Holstein. Es wurde bis 1958 zur Torfgewinnung genutzt, seit dem 21. Februar 1978 ist es als Naturschutzgebiet ausgewiesen. Auf dem Damm der alten Lorenbahn führt ein Wanderweg durch das renaturierte und aufgestaute Hochmoor. Quer über das Wittmoor führten frühgeschichtliche Bohlendämme.
Teile des Naturschutzgebietes auf dem hamburgischen Teil der Schutzgebietsfläche sind Bestandteil des gleichnamigen FFH-Gebietes. Das Naturschutzgebiet auf dem schleswig-holsteinischen Teil ist deckungsgleich mit dem gleichnamigen FFH-Gebiet.

## Entstehung
Entstanden ist das Wittmoor durch eine Ausschürfung einer Gletscherzunge in der Weichsel-Eiszeit. Ursprünglich ein Niedermoor, wuchs es über die Jahrtausende zu einem Hochmoor. Die Torfgewinnung und die Grundwasserspiegel-Absenkung bedrohten das Moor. Ab 1978 setzte mit der beginnenden Aufstauung und der Auszeichnung als Naturschutzgebiet die Renaturierung ein: Die mittlerweile verbreiteten Birken starben ab, und die Moorentwicklung begann erneut.
Das „weiße Moor“ ist eine Wasserscheide, die Mellingbek entwässert das Moor nach Süden und der Wittmoorgraben nach Nordosten.

## Geschichte
Quer über das Wittmoor führten mindestens zwei Bohlenwege als frühgeschichtliche Verkehrswege in dem sumpfigen Gebiet, der ältere Weg datiert um das Jahr 330 n. Chr. und der zweite, etwa 500 m nördlich liegende in das 7. Jahrhundert.
Von April bis Oktober 1933 befand sich im Wittmoor eines der ersten nationalsozialistischen Konzentrationslager. Heute erinnern zwei Gedenksteine an das KZ Wittmoor: einer auf Schleswig-Holsteiner Seite des Moores (→Lage), der andere befindet sich auf Hamburger Boden (→Lage). Auch gibt es eine Gedenkstele mit Inschrift am Ort des ehemaligen KZs an der Bundesstraße 432 (Segeberger Chaussee 310, →Lage).
Lange war das Moor Privatbesitz des Gutes Tangstedt.